# Balta perscripta
Balta perscripta är en kackerlacksart som beskrevs av Morgan Hebard 1943. Balta perscripta ingår i släktet Balta och familjen småkackerlackor. Inga underarter finns listade.